# Edifici antiga Cooperació
L'Edifici antiga Cooperació és una fàbrica d'Olot (Garrotxa) protegida com a bé cultural d'interès local.

## Descripció
És una fàbrica de planta regular i teulat a dues aigües situada a la riba dreta del Fluvià. Disposa de planta i pis. Cal destacar les grans obertures coronades per arcs de rajols decoratius que es troben repartides simètricament per la façana dels dos pisos, en un total de 9. Entre la finestra i l'arc de rajols hi ha un aplic rodó de ceràmica vidriada. Els dos pisos estan separats per una franja de dents de serra. El teulat és sostingut per bigues de fusta.

## Història
Durant la segona meitat del segle xix es generà un fort nucli industrial a tota la comarca. Entre Olot i Sant Joan les Fonts, especialment a les vores del Fluvià, es comptabilitzen més d'una cinquantena de fàbriques de teixits, paper, filats, gèneres de punt, farines, tintoreria, adobs, barretines, foneria i la fabricació típicament olotina d'imatgeria religiosa. Això no obstant, el canvi de les fonts d'energia i l'estrangulació produïda per la manca de comunicacions provocà una crisi insostenible que generà greus conflictes socials.